# John Law

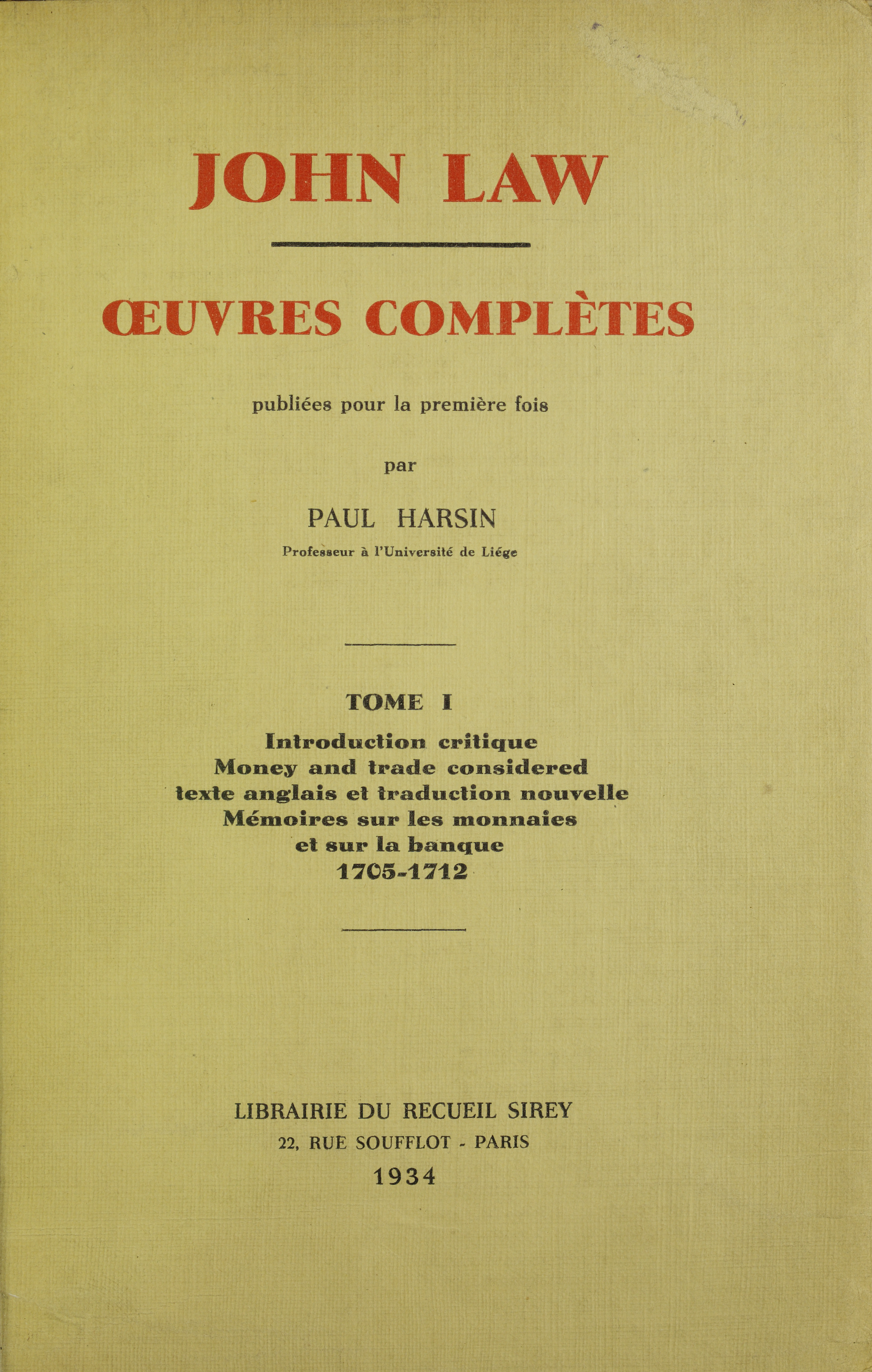
Money and trade considered, with a proposal for supplying the Nation with money', 1934

John Law (Edimburg, batejat el 21 d'abril de 1671 - Venècia, 21 de març de 1729) fou un economista escocès, conegut per la seva turbulenta vida tant en l'àmbit personal com en el dels negocis. Se'l considera com l'inventor del paper moneda.
Nasqué a Edimburg el 1621 fill d'un orfebre que es dedicava també al prestamisme i de molt jove marxà a Londres on s'interessà per assumptes bancaris i financers. El 1694 matà un rival en un duel després de clavar-li una estocada al ventre i fou detingut i tancat a la presó, de la qual escapà suposadament amb la complicitat dels seus carcellers.
Deixà la Gran Bretanya i es traslladà al continent on sembla que feu fortuna mitjançant les trampes que feia en una mena de joc de daus gràcies a les seves grans habilitats de càlcul mental.
Tingué la idea de crear un banc i comprar propietats i emetre bitllets garantits amb aquestes propietats, però la seva idea fou rebutjada en diferents ciutats fins que arribà a París el 1716. França es trobava en aquells moments sota la regència de Felip II d'Orleans després de la mort de Lluís XIV que havia deixat l'estat en bancarrota. Se li concedí l'autorització per fundar un banc d'emissió, el Banque Royale i per emetre bitllets que s'utilitzaren per pagar deutes de l'estat. Per garantir els bitllets emesos es creà la Companyia d'Occident que tindria el monopoli d'explotar els jaciments d'or que suposadament hi havia al territori nord-americà de Louisiana i que més tard absorbí les altres companyies colonials i es convertí en la Companyia d'Índies. Tot i no haver-hi gaires proves de la presència d'or en aquell territori, es començaren a vendre accions de la companyia que obtenien molt bona resposta per part del públic. Els diners de les accions s'utilitzaven per emetre bitllets per pagar els deutes de l'Estat i per adquirir més títols i no pas per buscar or.
L'any 1720, el príncep de Conti, en no trobar títols de la companyia per comprar, decidí canviar tots els seus bitllets per or al Banque Royale, però no se li permeté. Mentrestant, més gent anà al banc, ja que preferiren la seguretat de l'or als bitllets de banc. Buscant la manera que la gent tornés a confiar en el valor dels bitllets del Banque Royale, es reclutà un grup de rodamóns i se'ls feu desfilar pels carrers de París amb una pala, simulant que estaven a punt de marxar cap a Louisiana a buscar or. Potser perquè alguns foren vistos dies després als seus llocs habituals o per altres motius, s'escampà el pànic i tothom volia canviar els seus bitllets per or. S'arribà a l'extrem que un dia, quinze persones perderen la vida a les portes del banc. Finalment els bitllets foren declarats no convertibles i el valor dels títols de la Companyia d'Occident i de moltes altres caigué en picat amb el resultat que enormes fortunes quedessin reduïdes al no res. França patí una crisi econòmica i es perdé la confiança en l'Estat i en el paper moneda.
Mentre tot això passava, Law havia estat nomenat Inspector general de finances, Duc d'Arkanses i elevat als honors més alts. En aquests càrrecs introduí algunes reformes útils com ara repartir entre els camperols les terres improductives del clergat, abolir les duanes locals i abaixar els aranzels. Però després d'aquella bancarrota es convertí en la diana de les ires i hagué de fugir a Venècia on visqué la resta de la seva vida fins que morí el 1729. Durant els últims anys de vida es va aficionar al col·leccionisme d'art i va adquirir obres de Tiziano, Rafael, Veronese, Miquel Àngel o fins i tot Da Vinci.

## Obra
- Money and Trade Arxivat 2015-02-07 a Wayback Machine. (1705)

## Law a les arts
L'escriptor i ministre de finances de la cort de Weimar, Johann Wolfgang von Goethe (1749-1832) va inspirar-se de la vida de Law i de la invenció del paper moneda per a la segona part de la seva obre de teatre Faust.
Richard Condie i Sharon Condie: John Law and the Mississippi Bubble (anglès) National Film Board of Canada-Office national du film du Canada, (1978) Dibuixos animats sobre la vida de John Law i l'origen de les bombolles econòmiques.